# Rodina

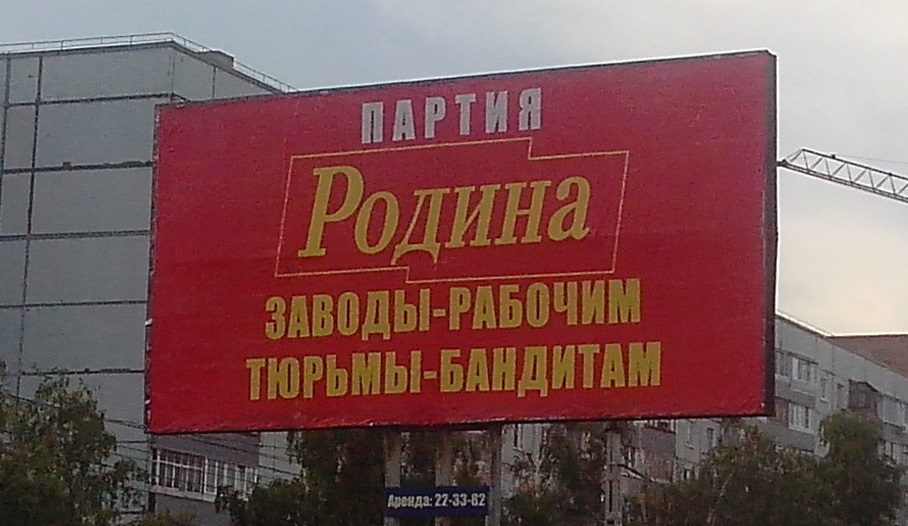
Verkiezingsposter van Rodina

Rodina (Russisch: Партия "РОДИНА"; Rodina - Narodno-Patriotitsjeski Sojoez) is een Russische politieke partij die in 2003 werd gevormd als coalitie van 30 nationalistische en linkse groepen. Ze werd opgericht door Dmitri Rogozin, Sergej Glazjev, Sergej Baboerin, Viktor Gerasjenko, Georgi Sjpak, Valentin Varennikov en anderen. De ideologie van de partij combineerde nationalisme met socialistische ideeën. In 2006 ging de partij op in Rechtvaardig Rusland. In 2012 werd Rodina heropgericht door Aleksei Zjoeravljov. Het hoofdkwartier van de partij bevindt zich in Moskou.
Rodina werd op 14 augustus 2003 opgericht als bundeling van de volgende partijen en groepen:  
- Partij van de Russische Regio's (Партия российских регионов)
- Congres van Russische Gemeenschappen (Конгресс русских общин)
- Voor een Fatsoenlijk Leven (За достойную жизнь»)
- Nationale Oplevingspartij "Volkswil" (Партия национального возрождения «Народная воля»)
- Socialistische Verenigde Partij van Rusland (Социалистическая единая партия России)

Bij de verkiezingen van de Doema in 2003 won Rodina 9,2 procent van de stemmen en verkreeg op die manier 37 van de 450 zetels in het parlement. De partij verloor echter steeds meer aanhang en in 2006 werd ze in veel regio's uitgesloten van de lokale verkiezingen. Een jaar eerder was ze, na een klacht van de LDPR uitgesloten van de verkiezingen in Moskou omdat ze raciale haat tegen inwoners uit de Kaukasus zou aanwakkeren. In maart 2006 stapte Rogozin plotseling op als leider en werd vervangen door zakenman Aleksandr Babakov, volgens veel analisten een poging om de druk van het Kremlin te verminderen, maar een aantal Rodina-aanhangers hadden zich eerder ook al tegen Rogozin uitgesproken vanwege zijn extreem nationalistische retoriek. Op 28 oktober 2006 ging Rodina samen met de Russische Partij van het Leven en de Russische Gepensioneerden Partij op in Rechtvaardig Rusland. Rogozin, Glazjev en Saveliejev gingen niet mee.
In 2012 werd Rodina opnieuw opgericht na een fusie van het Congres van Russische Gemeenschappen en ontevreden en uitgetreden leden van Rechtvaardig Rusland onder leiding van Aleksei Zjoeravljov. Ook Rogozin was betrokken bij de oprichting van het nieuwe Rodina. Het huidige Rodina is veel rechtser georiënteerd en militaristischer dan haar voorganger, maar kent desalniettemin enkele programmapunten die men eerder met links dan met rechts zal vereenzelvigen.
Na de heroprichting in 2012 behaalde Rodina bij de verkiezingen voor de Staatsdoema in 2012 één zetel. Een gelijk resultaat zette de partij neer bij de verkiezingen van 2021.